# Ruspolia jezoensis
Ruspolia jezoensis är en insektsart som beskrevs av Matsumura, S. och Tokuichi Shiraki 1908. Ruspolia jezoensis ingår i släktet Ruspolia och familjen vårtbitare. Inga underarter finns listade i Catalogue of Life.